# Pablo Fernando Hernández
Pablo Fernando Hernández Roetti (Montevideo, 10 maggio 1976) è un ex calciatore uruguaiano, di ruolo difensore.

## Palmarès

### Club

#### Competizioni nazionali
- Campionato messicano: 2

Pachuca: Invierno 1999, Invierno 2001
- Liguilla Pre-Libertadores de América: 1

Defensor: 1992